# Nenntmannsreuth
Nenntmannsreuth ist ein Gemeindeteil der Stadt Bad Berneck im Fichtelgebirge im Landkreis Bayreuth (Oberfranken, Bayern). Die Gemarkung Nenntmannsreuth hat eine Fläche von 2,565 km². Sie ist in 209 Flurstücke aufgeteilt, die eine durchschnittliche Fläche von 12273,29 m² haben. In ihr liegen neben dem namensgebenden Ort die Gemeindeteile Birkenhof, Doebitsch, Eichberg und Falkenhaus.

## Geografie
Das Dorf liegt auf freier Flur am Osthang einer Erhebung. Eine Gemeindeverbindungsstraße führt nach Birkenhof (0,5 km östlich) bzw. die Bundesautobahn 9 und 70 überbrückend nach Altenreuth (1,4 km südwestlich).

## Geschichte
Nenntmannsreuth wurde im Jahr 1420 erstmals urkundlich erwähnt.
Zur Realgemeinde Nenntmannsreuth gehörten Birkenhof und Falkenhaus. Gegen Ende des 18. Jahrhunderts bestand Nenntmannsreuth mit Birkenhof aus 11 Anwesen (4 Halbhöfe, 4 Viertelhöfe, 1 Halbhof mit Kellerhaus, 2 Tropfhäuser). Die Hochgerichtsbarkeit stand dem bayreuthischen Stadtvogteiamt Berneck zu. Die Dorf- und Gemeindeherrschaft sowie die Grundherrschaft über sämtliche Anwesen hatte das Stiftskastenamt Himmelkron.
Von 1797 bis 1810 unterstand Nenntmannsreuth dem Justiz- und Kammeramt Gefrees. Infolge des Ersten Gemeindeedikts wurde der Ort dem 1812 gebildeten Steuerdistrikt Himmelkron zugewiesen. Zugleich entstand die Ruralgemeinde Nenntmannsreuth, zu der Birkenhof und Falkenhaus gehörten. Sie war in Verwaltung und Gerichtsbarkeit dem Landgericht Gefrees zugeordnet und in der Finanzverwaltung dem Rentamt Gefrees. Mit dem Zweiten Gemeindeedikt (1818) wurde die Gemeinde nach Neudorf eingegliedert. Im Zuge der Gebietsreform in Bayern wurde Nenntmannsreuth am 1. April 1972 in Bad Berneck im Fichtelgebirge eingegliedert.

### Baudenkmäler
- Haus Nr. 8: Wohnstallhaus

### Einwohnerentwicklung
| Jahr      | 001818 | 001819 | 001861 | 001871 | 001885 | 001900 | 001925 | 001950 | 001961 | 001970 | 001987 |
| Einwohner | *79    | 87     | 73     | 101    | 71     | 72     | 73     | 79     | 71     | 77     | 71     |
| Häuser    | *15    |        |        |        | 12     | 12     | 14     | 15     | 15     |        | 16     |
| Quelle    | [ 8 ]  | [ 11 ] | [ 12 ] | [ 13 ] | [ 14 ] | [ 15 ] | [ 16 ] | [ 17 ] | [ 18 ] | [ 19 ] | [ 1 ]  |

## Religion
Nenntmannsreuth ist seit der Reformation evangelisch-lutherisch geprägt und nach St. Walburga (Benk) gepfarrt.